# فاطمه مجلل
فاطمه مجلل توپراق قلعه معروف به فاطمه مجلل (زاده ‎۵ مرداد ۱۳۸۱ در ارومیه) قایقران زن روئینگ اهل ایران است.
وی در بازی‌های آسیایی ۲۰۲۲ موفق به کسب مدال نقره در بخش چهارنفره دو پارو شده‌است.
او در مسابقات روئینگ زیر ۲۳ سال قهرمانی  آسیا ۲۰۲۳ تایلند موفق به کسب ۲ مدال طلا شده است.
مجلل همچنین در روئینگ تک‌ نفره بانوان موفق به کسب سهمیه المپیک پاریس شده است.
او همچنین به عنوان پرچمدار کاروان ورزش ایران در مراسم اختتامیه المپیک پاریس انتخاب شده است.